# Кнорре Євген Карлович

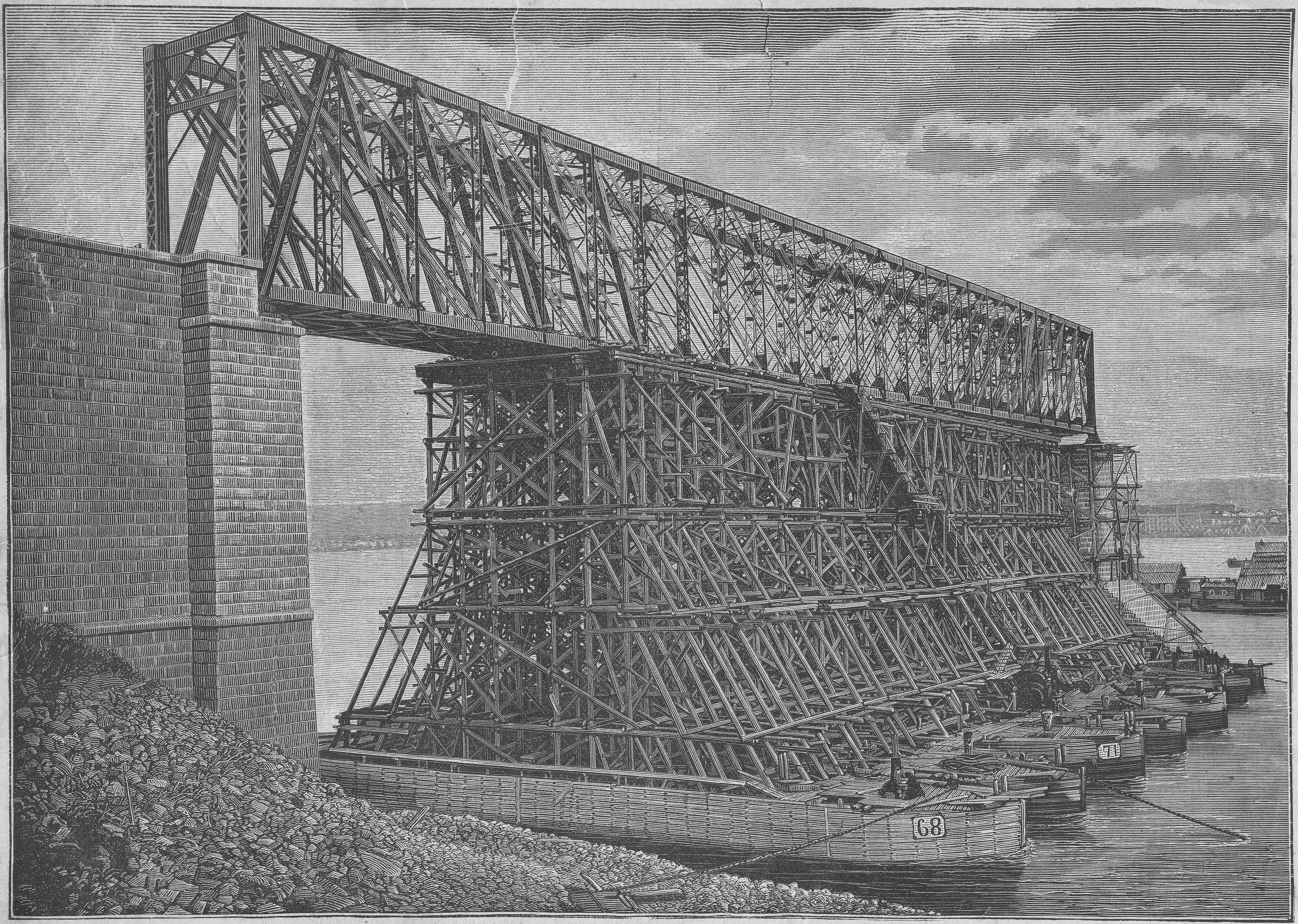
Будівництво Олександрівського мосту

Кно́рре Євге́н Ка́рлович (нар. 1848 — пом. 1917) — російський інженер-будівельник.

## Біографія
Народився у 1848 року в місті Миколаєві в родині директора Миколаївської морської обсерваторії К. Х. Кнорре.
Навчався у Берлінській ремісничій школі (Німеччина), де здобув середню освіту. У 1870 році закінчив Вищу технічну школу при Цюрихському політехнікумі (Швейцарія) за фахом інженер-будівельник.
Як технік з кесонних робіт брав участь у будівництві Крюківського мосту через Дніпро поблизу Кременчука.
З 1874 року — керівник будівництва та встановлення металевих прогонових будов при зведенні Олександрівського мосту біля селища Батраки (Сизрань). Розробив оригінальний метод підйому і шлюзування ґрунту.
З 1895 по 1899 роки — керівник будівництва залізничного мосту через Єнісей у Красноярську. У 1900 році модель конструкції мосту була виставлена на Паризькій всесвітній виставці, де здобула Золоту медаль (разом з моделлю Ейфелевої вежі).
Автор першого проекту створення Московського метрополітену.
Помер у 1917 році. Похований у Москві.